# Zwartwangspecht
De zwartwangspecht (Melanerpes pucherani) is een kleine, actieve spechtensoort die leeft van allerlei insecten en hun larven.

## Leefwijze
Zijn voedsel zoekt hij tussen de schors van de bomen waarin hij leeft. Hij vormt hiermee een uitzondering onder de spechten, omdat vrijwel alle spechtensoorten die op zoek zijn naar voedsel, de bast van de boom hiervoor doorboren. Zwartwangspechten doorboren de bast echter alleen om een (slaap)nest te maken. Hoewel insecten en hun larven het hoofdvoedsel vormen, eten zwartwangspechten ook wel bessen en nectar.

## Voortplanting
Ze leggen gemiddeld 3 eieren, die in ongeveer 2 weken worden uitgebroed. Zwartwangspechten komen voor in Midden-Amerika en een aantal noordelijk gelegen landen van Zuid-Amerika. Ze zijn ongeveer 19 centimeter lang.

## Verspreiding en leefgebied
Deze soort komt voor van zuidelijk Mexico tot westelijk Ecuador.

## Status
De grootte van de populatie is in 2019 geschat op 50.000-500.000 volwassen vogels. Op de Rode lijst van de IUCN heeft deze soort de status niet bedreigd.